# Moulins-la-Marche
Moulins-la-Marche is een gemeente in het Franse departement Orne (regio Normandië). De plaats maakt deel uit van het arrondissement Mortagne-au-Perche. Moulins-la-Marche telde op 1 januari 2022 717 inwoners.

## Geografie
De oppervlakte van Moulins-la-Marche bedroeg op 1 januari 2022 13,14 vierkante kilometer; de bevolkingsdichtheid was toen 54,6 inwoners per km².

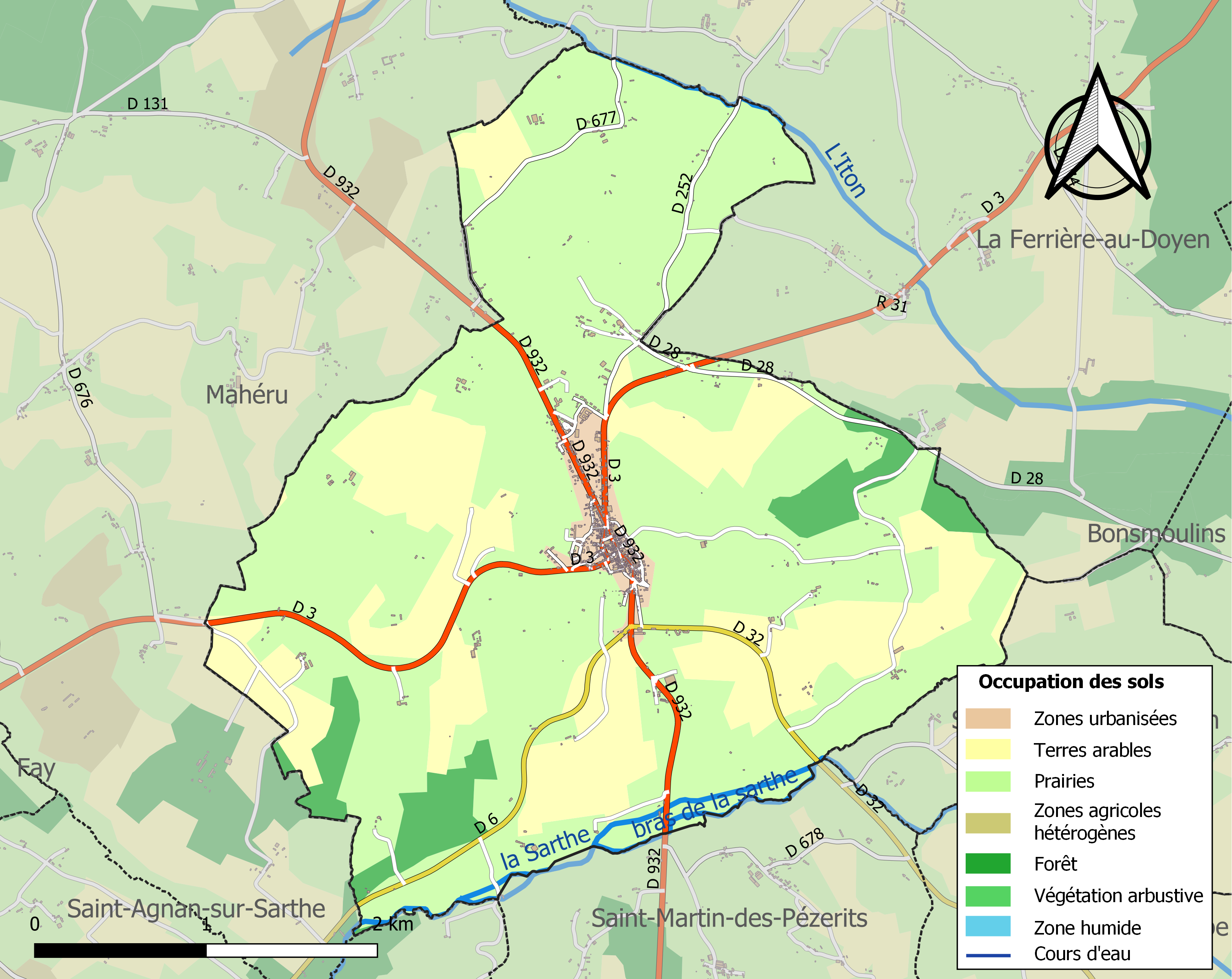
Kaart van de gemeente met belangrijkste infrastructuur, bodemgebruik en omliggende gemeenten

## Demografie
Onderstaande figuur toont het verloop van het inwonertal (bron: INSEE-tellingen).